# West Indies Cricket Team in England in der Saison 2007
Die Tour des West Indies Cricket Teams nach England in der Saison 2007 fand vom 17. Mai bis zum 7. Juli 2007 statt. Die internationale Cricket-Tour war Bestandteil der Internationalen Cricket-Saison 2007 und umfasste vier Tests, drei ODIs und zwei Twenty20s. England gewann die Test-Serie 3–0, die West Indies gewannen die ODI-Serie 2–1, während die Twenty20-Serie 1–1 unentschieden endete.

## Vorgeschichte
Direkt vor der Tour fand der Cricket World Cup 2007 statt, bei dem beide Mannschaften in der Super-8-Runde ausschieden. In ihrem letzten Spiel bei diesem Turnier spielten die beiden Mannschaften gegeneinander und England konnte sich mit einem Wicket durchsetzen.
Das letzte Aufeinandertreffen der beiden Mannschaften bei einer Tour fand in der Saison 2004 in England statt.
Vor der Tour kam es zu Streitigkeiten der west-indischen Spieler mit ihrem Verband über Zahlungen, die Drohungen beinhalteten die Tour nicht zu bestreiten.

## Stadien
Die folgenden Stadien wurden für die Tour als Austragungsort vorgesehen und am 2. September 2006 bekanntgegeben.
| Stadion                     | Stadt             | Kapazität | Spiele          |
| --------------------------- | ----------------- | --------- | --------------- |
| Edgbaston Cricket Ground    | Birmingham        | 24.803    | 2. ODI          |
| Emirates Durham             | Chester-le-Street | 17.000    | 4. Test         |
| Headingley Stadium          | Leeds             | 17.000    | 2. Test         |
| The Oval                    | London            | 23.500    | 1. – 2. T20     |
| Lord’s Cricket Ground       | London            | 30.000    | 1. Test; 1. ODI |
| Old Trafford Cricket Ground | Manchester        | 19.000    | 3. Test         |
| Trent Bridge                | Nottingham        | 15.350    | 3. ODI          |

## Kaderlisten
Die West Indies benannten ihren Test-Kader am 2. Mai und ihren Limited-Overs-Kader am 14. Juni 2007.
England benannte seinen Test-Kader am 13. Mai und seinen ODI-Kader am 22. Juni 2007.
| Test | Test | ODI | ODI | Twenty20 | Twenty20 |
| England | West Indies | England | West Indies | England | West Indies |
| --- | --- | --- | --- | --- | --- |
| - Michael Vaughan (K) - Andrew Strauss (VK) - James Anderson - Ian Bell - Paul Collingwood - Alastair Cook - Andrew Flintoff - Steve Harmison - Matthew Hoggard - Monty Panesar - Kevin Pietersen - Liam Plunkett - Matt Prior (wk) - Owais Shah - Ryan Sidebottom | - Ramnaresh Sarwan (K) - Daren Ganga (VK) - Dwayne Bravo - Shivnarine Chanderpaul - Corey Collymore - Fidel Edwards - Chris Gayle - Sylvester Joseph - Runako Morton - Daren Powell - Denesh Ramdin (wk) - Ravi Rampaul - Darren Sammy - Marlon Samuels - Devon Smith - Jerome Taylor | - Paul Collingwood (K) - James Anderson - Ian Bell - Stuart Broad - Alastair Cook - Dimitri Mascarenhas - Monty Panesar - Kevin Pietersen - Liam Plunkett - Matt Prior (wk) - Owais Shah - Ryan Sidebottom - Jonathan Trott - Michael Yardy | - Chris Gayle (K) - Shivnarine Chanderpaul (VK) - Dwayne Bravo - Fidel Edwards - Runako Morton - Daren Powell - Denesh Ramdin (wk) - Ravi Rampaul - Austin Richards - Darren Sammy - Marlon Samuels - Lendl Simmons - Dwayne Smith - Devon Smith | - Paul Collingwood (K) - James Anderson - Ian Bell - Stuart Broad - Alastair Cook - Dimitri Mascarenhas - Monty Panesar - Kevin Pietersen - Liam Plunkett - Matt Prior (wk) - Owais Shah - Ryan Sidebottom - Jonathan Trott - Michael Yardy | - Chris Gayle (K) - Shivnarine Chanderpaul (VK) - Dwayne Bravo - Fidel Edwards - Runako Morton - Daren Powell - Denesh Ramdin (wk) - Ravi Rampaul - Austin Richards - Darren Sammy - Marlon Samuels - Lendl Simmons - Dwayne Smith - Devon Smith |

## Tests

### Erster Test in London
| 17. – 21. Mai Scorecard | London (Lord’s) | England 553-5d (142) & 284-8d (66.5) | – | West Indies 437 (116.1) & 89-0 (22) |
|                         |                 | Remis                                |   |                                     |

### Zweiter Test in Leeds
| 25. – 28. Mai Scorecard | Leeds | England 570 (122.3)                            | – | West Indies 146 (37) & 141-42.1 (f/o) |
|                         |       | England gewinnt mit einem Innings und 283 Runs |   |                                       |

### Dritter Test in Manchester
| 7. – 11. Juni Scorecard | Manchester | England 370 (105.1) & 313 (85.3) | – | West Indies 229 (52.4) & 394 (132.5) |
|                         |            | England gewinnt mit 60 Runs      |   |                                      |

### Vierter Test in Chester-le-Street
| 15. – 19. Juni Scorecard | Chester-le-Street | West Indies 287 (97.1) & 222 (64) | – | England 400 (100) & 111-3 (21.4) |
|                          |                   | England gewinnt mit 7 Wickets     |   |                                  |

Der west-indische Spieler Fidel Edwards wurde auf Grund von zu exzessiven Fluchens auf dem Feld mit einer Geldstrafe belegt.

## Twenty20 Internationals

### Erstes Twenty20 in London
| 28. Juni Scorecard | London (The Oval) | West Indies 208-8 (20)          | – | England 193-7 (20) |
|                    |                   | West Indies gewinnt mit 15 Runs |   |                    |

### Zweites Twenty20 in London
| 29. Juni Scorecard | London (The Oval) | West Indies 169-7 (20)        | – | England 173-5 (19.4) |
|                    |                   | England gewinnt mit 5 Wickets |   |                      |

## One-Day Internationals

### Erstes ODI in London
| 1. Juli Scorecard | London (Lord’s) | England 225 (49.5)          | – | West Indies 146 (39.5) |
|                   |                 | England gewinnt mit 79 Runs |   |                        |

### Zweites ODI in Birmingham
| 4. Juli Scorecard | Birmingham | West Indies 278-5 (50)          | – | England 217 (46) |
|                   |            | West Indies gewinnt mit 61 Runs |   |                  |

### Drittes ODI in Nottingham
| 7. Juli Scorecard | Nottingham | West Indies 289-5 (50)          | – | England 196 (44.2) |
|                   |            | West Indies gewinnt mit 93 Runs |   |                    |

## Statistiken
Die folgenden Cricketstatistiken wurden bei dieser Tour erzielt.
| Tests                  | Tests       | Tests   | Tests   | Tests   | Tests   | Tests   | Tests   | Tests   |
| Batting                | Batting     | Batting | Batting | Batting | Batting | Batting | Batting | Batting |
| Spieler                | Mannschaft  | Spiele  | Innings | Runs    | Average | HS      | 100s    | 50s     |
| ---------------------- | ----------- | ------- | ------- | ------- | ------- | ------- | ------- | ------- |
| Kevin Pietersen        | England     | 4       | 7       | 466     | 66,57   | 226     | 2       | 1       |
| Shivnarine Chanderpaul | West Indies | 5       | 5       | 446     | 148,66  | 136*    | 2       | 3       |
| Alastair Cook          | England     | 4       | 7       | 398     | 56,85   | 106     | 2       | 2       |
| Paul Collingwood       | England     | 4       | 7       | 359     | 59,83   | 128     | 2       | 0       |
| Matt Prior             | England     | 4       | 6       | 324     | 64,80   | 126     | 1       | 2       |
| Bowling                |             |         |         |         |         |         |         |         |
| Spieler                | Mannschaft  | Spiele  | Overs   | Wickets | Average | BBI     | 5W      | 10W     |
| Monty Panesar          | England     | 4       | 143.5   | 23      | 18,69   | 6/129   | 3       | 1       |
| Ryan Sidebottom        | England     | 3       | 110     | 16      | 19,68   | 5/88    | 1       | 0       |
| Steve Harmison         | England     | 4       | 150.1   | 16      | 34,25   | 4/95    | 0       | 0       |
| Corey Collymore        | West Indies | 4       | 137     | 11      | 43,45   | 3/58    | 0       | 0       |
| Fidel Edwards          | West Indies | 2       | 62.1    | 9       | 34,00   | 5/112   | 1       | 0       |
| Daren Powell           | West Indies | 3       | 118     | 9       | 48,55   | 3/89    | 0       | 0       |

| ODIs                   | ODIs        | ODIs    | ODIs    | ODIs    | ODIs    | ODIs    | ODIs    | ODIs    |
| Batting                | Batting     | Batting | Batting | Batting | Batting | Batting | Batting | Batting |
| Spieler                | Mannschaft  | Spiele  | Innings | Runs    | Average | HS      | 100s    | 50s     |
| ---------------------- | ----------- | ------- | ------- | ------- | ------- | ------- | ------- | ------- |
| Shivnarine Chanderpaul | West Indies | 3       | 3       | 202     | 202,00  | 116*    | 1       | 1       |
| Owais Shah             | England     | 3       | 3       | 138     | 46,00   | 51      | 0       | 1       |
| Chris Gayle            | West Indies | 3       | 3       | 124     | 41,33   | 82      | 0       | 1       |
| Matt Prior             | England     | 3       | 3       | 87      | 29,00   | 52      | 0       | 1       |
| Marlon Samuels         | West Indies | 3       | 3       | 86      | 28,66   | 77      | 0       | 1       |
| Bowling                |             |         |         |         |         |         |         |         |
| Spieler                | Mannschaft  | Spiele  | Overs   | Wickets | Average | BBI     | 5W      | 10W     |
| Fidel Edwards          | West Indies | 3       | 30      | 10      | 11,80   | 5/45    | 1       | 0       |
| Ravi Rampaul           | West Indies | 3       | 26.2    | 6       | 17,00   | 4/41    | 0       | 0       |
| Daren Powell           | West Indies | 3       | 30      | 6       | 21,83   | 4/40    | 0       | 0       |
| Liam Plunkett          | England     | 2       | 20      | 5       | 19,40   | 3/59    | 0       | 0       |
| Stuart Broad           | England     | 3       | 28      | 5       | 28,00   | 3/20    | 0       | 0       |
| James Anderson         | England     | 3       | 28      | 5       | 30,40   | 2/23    | 0       | 0       |

| Twenty20s           | Twenty20s   | Twenty20s | Twenty20s | Twenty20s | Twenty20s | Twenty20s | Twenty20s | Twenty20s |
| Batting             | Batting     | Batting   | Batting   | Batting   | Batting   | Batting   | Batting   | Batting   |
| Spieler             | Mannschaft  | Spiele    | Innings   | Runs      | Average   | HS        | 100s      | 50s       |
| ------------------- | ----------- | --------- | --------- | --------- | --------- | --------- | --------- | --------- |
| Paul Collingwood    | England     | 2         | 2         | 106       | 53,00     | 79        | 0         | 1         |
| Marlon Samuels      | West Indies | 2         | 2         | 93        | 46,50     | 51        | 0         | 1         |
| Chris Gayle         | West Indies | 2         | 2         | 66        | 33,00     | 61        | 0         | 1         |
| Owais Shah          | England     | 2         | 2         | 62        | 62,00     | 55*       | 0         | 1         |
| Devon Smith         | West Indies | 1         | 1         | 61        | 61,00     | 61        | 0         | 1         |
| Bowling             |             |           |           |           |           |           |           |           |
| Spieler             | Mannschaft  | Spiele    | Overs     | Wickets   | Average   | BBI       | 5W        | 10W       |
| Devon Smith         | West Indies | 2         | 8         | 3         | 20,66     | 3/24      | 0         | 0         |
| James Anderson      | England     | 2         | 8         | 3         | 21,33     | 2/37      | 0         | 0         |
| Darren Sammy        | West Indies | 2         | 8         | 3         | 21,33     | 2/37      | 0         | 0         |
| Ryan Sidebottom     | England     | 2         | 8         | 3         | 22,33     | 2/25      | 0         | 0         |
| Paul Collingwood    | England     | 2         | 3         | 2         | 19,00     | 2/21      | 0         | 0         |
| Stuart Broad        | England     | 2         | 7         | 2         | 31,50     | 1/31      | 0         | 0         |
| Ravi Rampaul        | West Indies | 2         | 8         | 2         | 32,50     | 2/39      | 0         | 0         |
| Dimitri Mascarenhas | England     | 2         | 7         | 2         | 33,50     | 2/39      | 0         | 0         |

## Player of the Series
Als Player of the Series wurden die folgenden Spieler ausgezeichnet.
| Serie | Player of the Series                 |
| ----- | ------------------------------------ |
| Test  | Shivnarine Chanderpaul Monty Panesar |
| ODI   | Shivnarine Chanderpaul               |

### Player of the Match
Als Player of the Match wurden die folgenden Spieler ausgezeichnet.
| Spiel   | Player of the Match    |
| ------- | ---------------------- |
| 1. Test | Alastair Cook          |
| 2. Test | Kevin Pietersen        |
| 3. Test | Monty Panesar          |
| 4. Test | Shivnarine Chanderpaul |
| 1. T20  | Paul Collingwood       |
| 2. T20  | Owais Shah             |
| 1. ODI  | Fidel Edwards          |
| 2. ODI  | Shivnarine Chanderpaul |
| 3. ODI  | Daren Powell           |